# Villamaina
Villamaina är en kommun i provinsen Avellino, i regionen Kampanien. Kommunen hade 977 invånare (2017) och gränsar till kommunerna Frigento, Gesualdo, Paternopoli, Rocca San Felice, Sant'Angelo dei Lombardi samt Torella dei Lombardi.